# La viuda de Blanco (telenovela colombiana)
La viuda de Blanco es una telenovela colombiana realizada en los Estudios Gravi por RTI Televisión en 1996. 
Estuvo protagonizada por María Helena Döering y Osvaldo Ríos, con las participaciones antagónicas de Danilo Santos, Consuelo Luzardo, Álvaro Bayona y Ana María Hoyos (quien fue reemplazada por Tania Fálquez), con las actuaciones estelares de Julio del Mar, Yolandita Monge, Jorge Enrique Abello, Ana Mojica y los gemelos Santiago y Mateo Rudas. La historia original de Julio Jiménez es considerada como una de las telenovelas más exitosas de la década de los noventa en la televisión colombiana.
En 1997, La viuda de Blanco logró un hito en los Premios TVyNovelas Colombia al ganar en todas las categorías a las que fue nominada (11), incluyendo Mejor Telenovela, además posee el récord en los Premios TVyNovelas Colombia al ser la única telenovela en la historia de estos galardones en ganar en una sola edición en todas las categorías en las que fue nominada.

## Sinopsis
Esta es la historia de Alicia Guardiola (María Helena Döering), una joven y humilde mujer acusada hace algunos años de asesinar a Amador Blanco (Danilo Santos), su esposo. De esa unión matrimonial nacieron dos niños, los gemelos Blanco, como son conocidos en el pueblo. 
Doña Perfecta (Consuelo Luzardo), su suegra, jamás estuvo de acuerdo con dicho matrimonio y al enterarse de la muerte de su hijo, presumió que este había sido secuestrado y asesinado por delincuentes bajo la complicidad de su esposa, razón por la que su odio hacia Alicia se multiplicó.
Así, la despiadada mujer manipuló las pruebas recaudadas a través de su tramposo abogado, Laurentino Urbina (Álvaro Bayona), para inculpar a Alicia y hacer «justicia» por la muerte de Amador. Guardiola termina siendo recluida en la cárcel de mujeres, teniendo que soportar varios años de humillaciones y amarguras. 
Mientras que Alicia paga su condena, la madre de Amador aprovecha dicha situación para quitarle la patria potestad de sus hijos. Si bien Perfecta los cuida entrañablemente, por un lado les inculca un inmenso amor al recuerdo de su padre fallecido, pero por otro, un agudo resentimiento hacia su madre a quien considera una mujer despreciable.
Alicia, por el contrario, es joven, bella, de gran carácter y valor moral. Al lograr obtener su libertad condicional por falta de pruebas, se dispone a recuperar el tiempo perdido y al salir de prisión, se dirige al pueblo de Trinidad en busca de sus dos pequeños hijos. 
La noche en que emprende camino a dicho lugar, sufre un accidente automovilístico, el taxi en que viajaba se estrella de frente contra el campero de Diego Blanco (Osvaldo Ríos), su hasta entonces, desconocido cuñado.
Al socorrer a quienes había colisionado, Diego queda absolutamente sorprendido por la belleza y el aura de misterio que rodea a Alicia, pero queda aún más perplejo al verla huir cuando ésta, mediante unas fotografías, descubre que existe un parentesco entre este hombre y doña Perfecta, su suegra.
La misma noche en que Alicia llega al pueblo, Felipe y Duván (los gemelos) tienen una pesadilla en la que ven un accidente y un hombre que logra rescatar a una mujer y a un taxista. Ellos le cuentan a su abuela el sueño que tuvieron.
Perfecta teme por las premoniciones de los niños, que en otras oportunidades han sido acertadas. No se equivoca. Alicia llega a Trinidad y de inmediato se presenta en la casa de los Blanco, momento a partir del cual doña Perfecta inicia una feroz batalla en su contra.

## Reparto
- María Elena Döering - Alicia Guardiola Vda. de Blanco
- Osvaldo Ríos - Diego Blanco Albarracín
- Consuelo Luzardo - Doña Perfecta Albarracín Vda. de Blanco
- Ana María Hoyos - Iluminada Urbina #1
- Tania Fálquez - Iluminada Urbina #2
- Danilo Santos - Amador Blanco Albarracín
- Álvaro Bayona -  Laurentino Urbina
- Leonor González Mina - Blasina
- Julio del Mar - Don Faustino "el vampiro" Briñón
- Mateo Rudas - Duván Blanco Guardiola
- Santiago Rudas - Felipe Blanco Guardiola
- Gerardo Calero - Hipólito Revoyo
- Saín Castro - Profesor Pedro Cañón
- Daniel Ariza - Megateo
- Ana Mojica - Profesora Judith Cuestas
- Sandra Pérez - Valeria Sandoval
- Yolandita Monge - Haydé Blanco Albarracín / La Panterita
- Jorge Enrique Abello - Dr. Dimas Pantoja
- Juan Sebastián Aragón - Fabio Júster Briñón
- Fernando Corredor - Profesor Rosales
- Leonor Arango - Ofelia
- Roberto Cano - Ricardo
- Julio Medina
- Lucero Galindo - Mamá de Alicia
- Sigifredo Vega
- Juan Carlos Campuzano
- Adriana Vera
- Luis Tamayo
- María Inés Herrera - Clarita
- Isabel Campos - Cornelia
- Gabriel González - Querubín
- Vilma Vera - Teresa
- Laura Patino -  Flor
- Jorge Cárdenas - Guillermo "Memo" Aguirre
- Orlando Valenzuela - Miguel Angarita
- Hernan Álvarez - Lieutenant Pablo Ríos
- Víctor Cifuentes
- Lus Mary Arias
- Luces Velásquez
- Alberto León Jaramillo
- Betty Valderrama
- Agmeth Escaf
- Sandra Guzmán
- Luis Visbet
- Lucero Cortés
- Juan Carlos Manrique
- Héctor Rivas
- Manuela González
- Daisy lemus
- Diana Sanders

## Premios

### Premios TVyNovelas 1997
| Año                                    | Categoría                 | Nominado  | Resultado |
| -------------------------------------- | ------------------------- | --------- | --------- |
| 1997                                   |                           |           |           |
| Mejor telenovela                       | La viuda de Blanco        | Ganadora  |           |
| Mejor libretista                       | Julio Jiménez             | Ganador   |           |
| Mejor director                         | Aurelio Valcárcel Carroll | Ganador   |           |
| Mejor actriz protagónica de telenovela | María Helena Doering      | Ganadora  |           |
| Mejor actor protagónico de telenovela  | Osvaldo Ríos              | Ganador   |           |
| Mejor actriz antagónica de telenovela  | Ana María Hoyos           | Ganadora  |           |
| Mejor actor antagónico de telenovela   | Álvaro Bayona             | Ganador   |           |
| Mejor actriz de reparto de telenovela  | Consuelo Luzardo          | Ganadora  |           |
| Mejor actriz/actor revelación          | Daniel Ariza              | Ganador   |           |
| Mejor Actuación Infantil               | Mateo y Santiago Rudas    | Ganadores |           |
| Mejor tema musical                     | "Tú y yo"                 | Ganadora  |           |

### Premios India Catalina1997
| Año  | Categoría        | Nominado           | Resultado |
| ---- | ---------------- | ------------------ | --------- |
| 1997 | Mejor telenovela | La viuda de Blanco | Ganadora  |

### Premios Simón Bolívar 1997
| Año                         | Categoría              | Nominado  | Resultado |
| --------------------------- | ---------------------- | --------- | --------- |
| 1997                        |                        |           |           |
| Mejor telenovela            | La viuda de Blanco     | Ganadora  |           |
| Mejor revelación            | Santiago y Mateo Rudas | Ganadores |           |
| Mejor libreto de telenovela | Julio Jiménez          | Ganador   |           |
| Mejor diseño de maquillaje  | Jorge Paredes          | Ganador   |           |

### Premios ACPE
| Año                   | Categoría              | Nominado  | Resultado |
| --------------------- | ---------------------- | --------- | --------- |
| 1997                  |                        |           |           |
| Mejor telenovela      | La viuda de Blanco     | Ganadora  |           |
| Mejor revelación      | Santiago y Mateo Rudas | Ganadores |           |
| Mejor actriz favorita | Maria Helena Doering   | Ganadora  |           |

## Adaptaciones
- En 2006, Telemundo-RTI produjo para Telemundo una adaptación de esta telenovela bajo el mismo nombre, protagonizada por Itatí Cantoral y Francisco Gattorno, con las participaciones antagónicas de Zharick León y Zully Montero.

- Datos: Q1248633